# エルミート作用素
エルミート作用素（エルミートさようそ、英: Hermitian operator, Hermitian）とは、複素ヒルベルト空間上の線形作用素で、自分自身と形式共役になるようなもののことである。
物理学の特に量子力学の文脈では作用素のことを「演算子」と呼ぶ。そのため、エルミート作用素はエルミート演算子と呼ばれる。
エルミート作用素という名称は、エルミート行列などの研究で知られるフランス人数学者シャルル・エルミートに因む。

## 定義
作用素hの定義域をD(h)と表す。
エルミート内積 ⟨•, •⟩ を備えた複素ヒルベルト空間 H 上の線型作用素 h が定義域内の任意の  ξ, η ∈ D(h) について
{\displaystyle \langle h\xi ,\eta \rangle =\langle \xi ,h\eta \rangle }
を満たす場合、作用素 h は内積 ⟨•, •⟩ に関するエルミート作用素と呼ばれる。
無限次元ヒルベルト空間 H の稠密な部分空間 D 上で定義された線型作用素 h が ξ, η ∈ D について
{\displaystyle \langle h\xi ,\eta \rangle =\langle \xi ,h\eta \rangle }
を満たす場合、作用素 h は対称作用素 (symmetric operator) と呼ばれる。
更に対称作用素 h について、
{\displaystyle \{\xi \in H\mid \eta \to \langle \xi ,h\eta \rangle {\text{ is bounded on }}D\}=D}
を満たす場合、作用素 h は自己共役作用素 (self-conjugate operator) または自己随伴作用素 (self-adjoint operator) と呼ばれる。
上記の作用素を「自己共役（自己随伴）」と呼ぶのは、一般に内積空間で
{\displaystyle \langle \psi ^{*}\xi ,\eta \rangle =\langle \xi ,\psi \eta \rangle }
を満たす線型作用素 ψ* を ψ の内積 ⟨•, •⟩ に関する共役 (conjugate) または随伴 (adjoint) と呼ぶことに由来する。
つまり、自分自身が自分の共役であるという意味である。

## 例
エルミート行列、すなわち行列 A = (aij)ij で、A* = A を満たすもの。ただし "*" は転置複素共役をとる対合であり、{\displaystyle A^{*}=({\bar {a}}_{ji})_{ij}} は通常のエルミート内積に関する A の共役作用素である。
- {\displaystyle A{\mbox{: Hermitian}}\iff a_{ij}={\bar {a}}_{ji}{\mbox{ for all }}i,j.}

実直線 R 上の L2 空間 L2(R, dx) の稠密な部分空間
{\displaystyle D=\{f\in L^{2}(\mathbb {R} ,dx):{\frac {df}{dx}}\in L^{2}(\mathbb {R} ,dx)\}}
上で定義された非有界な作用素
{\displaystyle f\mapsto i{\frac {df}{dx}}}
は自己共役である。

## 性質
エルミート作用素の固有値は必ず実数である。また、相異なる固有値に属する固有ベクトル同士は直交している。とくに、エルミート行列はユニタリ行列によって実対角行列へと対角化することができる。無限次元ヒルベルト空間上の自己共役作用素で連続スペクトルを持つものの場合には、この固有空間分解はスペクトル測度の概念によって一般化される。

## 物理学的な意味
量子力学における系の変化は演算子で表現され、観測可能な物理量（オブザーバブル）に関する観測はすべて実数を固有値とするエルミート演算子（厳密にはより強い概念である自己共役作用素）で表現される。物理量の観測値を求めるためにはエルミート演算子に対する固有値問題を扱うことになる。